# 于勒
于勒（うろく、生没年不詳）は、大伽耶国の楽師。高霊出身。伽耶琴の生みの親として知られる。

## 生涯
『三国史記』によれば、6世紀の大伽耶の嘉悉王の命を受け、中国の箏を模して伽倻琴を発案し、十二弦琴を作曲した。
新羅の真興王によって伽耶が併合された562年ころ、国原（忠州）に移り住み、琴･歌･舞を教えたという。のち伽倻琴は宮廷音楽に採用され、新羅楽のなかで栄えて多くの楽曲を生み、日本の宮中にも伝来した。忠州には琴休浦と弾琴台の地名が残っている。